# Deutsches Familienarchiv
Deutsches Familienarchiv ist der Name einer genealogisch-historischen Schriftenreihe, die seit 1952 vom Verlag Degener & Co. herausgegeben wird. Dieser Fachverlag für Genealogie, Heraldik und Geschichte wurde 1910 in Leipzig gegründet und wechselte im Jahr 2005 seinen Unternehmenssitz von Neustadt an der Aisch nach Insingen bei Rothenburg ob der Tauber.

## Inhalt
Im Deutschen Familienarchiv veröffentlichen Fachautoren ebenso wie Privatpersonen Arbeiten zur Familienforschung mit Ahnenlisten, Nachkommenlisten, Kombinationen aus beidem, Ortsgeschichten oder ausführliche Familiengeschichten, sehr oft verbunden mit Beschreibungen des jeweiligen historischen oder kulturhistorischen Hintergrunds und anderen für Genealogen und Historiker interessanten Einzelheiten.
Durch die breite Streuung dieser Schriftenreihe an Privatforscher und Abonnenten und durch Sammlung in Universitätsbibliotheken, anderen Bibliotheken und Archiven, bei genealogischen Vereinen und Privatforschern wird das eigentliche Ziel erreicht, die veröffentlichten Familiengeschichten und Ahnenlisten auf Dauer zu sichern.
In den seit Gründung herausgegebenen 165 Bänden mit jeweils etwa 300 Seiten und vielen Bildtafeln finden sich etwa 80.000 Familiennamen.

## Register
- Heinz F. Friedrichs: Gesamtregister zum Deutschen Familienarchiv. Bände 1–50 (= Genealogische Informationen. Bd. 3). 2. Auflage. Degener & Co., Neustadt an der Aisch 1980, ISBN 3-7686-2025-5.
- Heinz F. Friedrichs: Gesamtregister zum Deutschen Familienarchiv. Bände 51–75 (= Genealogische Informationen. Bd. 13). Degener & Co., Neustadt an der Aisch 1981, ISBN 3-7686-2029-8.
- Heinz F. Friedrichs: Gesamtregister zum Deutschen Familienarchiv. Bände 76–100 (= Genealogische Informationen. Bd. 22). Degener & Co., Neustadt an der Aisch 1989, ISBN 3-7686-2047-6.
- Gesamtregister zum Deutschen Familienarchiv. Bände 101–125 (= Genealogische Informationen. Bd. 34). Degener & Co., Neustadt an der Aisch 2000, ISBN 3-7686-2100-6.
- Gesamtregister zum Deutschen Familienarchiv. Bände 126–150 (= Genealogische Informationen. Bd. 37). Degener & Co., Insingen 2008, ISBN 978-3-7686-2115-1.
- Dieter Zwinger (Hrsg.): 250.000 Namen und Hinweise für den Familienforscher. Namenregister zum Deutschen Familienarchiv. Ahnenlisten-Kartei. Ahnenlisten in der Deutschen Zentralstelle für Genealogie. 47 Ahnenlisten (= Degener-CD. 1). Degener & Co., Neustadt an der Aisch 1997, ISBN 3-7686-2504-4 (Mit Gesamtregister der DFA-Bände 1–119).